# اورلاندو اچوره
اورلاندو اچوره (اسپانیایی: Orlando Etcheverre‎; ۱۹۳۳ – ۲۵ مارس ۲۰۱۷) بازیکن بسکتبال اهل شیلی بود. وی در بازی‌های المپیک تابستانی ۱۹۵۶ شرکت کرده‌است.